# Stephen Rea
Stephen Rea (* 31. října 1946, Belfast) je severoirský herec. Proslavil se ve filmech V jako Vendeta, Michael Collins a Interview s upírem. Byl nominován na Oscara a cenu BAFTA za roli ve filmu Hra na pláč (1992) a na Zlatý glóbus za roli v televizním filmu Zločin století (1996). V roce 2020 ho deník The Irish Times vyhlásil 13. nejlepším irským hercem všech dob. Rea byla 17 let ženatý s Dolours Priceovou, bývalou teroristkou Prozatímní irské republikánské armády.